# Генбун
Генбун (元文) је јапанска ера (ненко) која је настала после Кјохо и пре Канпо ере. Временски је трајала од априла 1736. до фебруара 1741. године и припадала је Едо периоду. Владајући монарх био је цар Сакурамачи. Ера је именована како би се означио долазак новог цара на власт, а њено име Генбун у преводу значи "изворна учтивост".

## Важнији догађајиГенбунере
- 1736. (Генбун 1): Шогунат издаје закон који каже да једине овлашћене кованице које могу да се користе на тржишту морају бити обележене карактером 文 (изговара се бун на јапанском или вен на кинеском, а истим се пише и име ере Генбун).[3]
- 1737. (Генбун 2, једанаести месец): Примећена је комета на западном делу неба.[3]
- 1738. (Генбун 3): Цар учествује у шинто ритуалима даиџо саи.[3]
- 1739. (Генбун 4): У Еду је наређено је да се искују гвоздени новчићи како би се користили као новац по целом царству.[3]
- 1739. (Генбун 4): Итакура Кацукане убија у Едо замку Хосокава Етчу но камија из Хиге. За казну убици је наређено да изврши сепуку, а шогун Јошимуне се за узврат постарао да ублажи штетне последице по породицу убице.[4]
- 8. август 1740. (Генбун 5, шеснаести дан седмог месеца): Велике поплаве у Кјоту. Вода је однела мост Санџо.[5]
- 11. јануар 1741. (Генбун 5, двадесетчетврти дан једанаестог месеца): Након 280 година паузе поново се изводи фестивал „нинаме мацури“.[5]
- 12. јануар 1741. (Генбун 5, двадесетпети дан једанаестог месеца): Извршава се езотерична церемонија „тојоноакари но сечије“.[5]